# Redenczki Marcsi
Redenczki Marcsi (Kecskemét, 1969. szeptember 30. –) magyar humorista.
Redenczki Marcsi a Stand up comedy Humortársulat tagja, a Showder Klub, a Comedy Central tv csatorna és a Rádiókabaré fellépője. 2009-ben megjelent első humoros, novellás kötete: Türelemfa, avagy Nevel vagy Nevelem a családom címmel. 2014-ben a TV2 stand up comedy versenyén is elnyerte a zsűri tetszését. Számos talk showba kap meghívást, láthatták már a Ridikülben és a Fábry Showban is. 2020-ban leszerződtette a Showder Klub. Műsora családcentrikus, témaválasztása a nők mindennapjai körül forog: háztartás, gyereknevelés, de a férfiakról alkotott véleményét sem rejti véka alá.

## Magánélete
Szülővárosában él. 1988-ban a Kada Elek Közgazdasági Szakközépiskolában végezett. 1989. szeptember 20-án megszületett Miklós fia, 1992. június 7-én Vivien lánya.
2004-2008 Blogot írt Türelemfa címmel – vidám történetekkel, napi aktualitásokról osztotta meg a véleményét ebből 2009-ben megszületett első novellás kötete Türelemfa avagy Nevel vagy nevelem a családom címmel. Ez alatt kecskeméti Ciróka Bábszínházban dolgozott közel 10 évig, innen a Ferencvárosi Művelődési Központba (IX kerület) került. 2017.04.01-től a Budapest Ferencvárosi Intézményüzemeltetési Központban dolgozik. Valamennyi munkahelyen gazdasági ügyintézői munkakört töltött be.

## Humorista Karrier
2011.02.19 A Klebelsberg Kunó Művelődési Központ által hirdetett Amatőr Humorista tehetségkutatón 2. helyezést ért el előadói kategóriában, valamint megnyerte a különdíjat.
2011-ben is és 2016-ban is szerepelt a Comedy Central-on.
2012-ben a Stand up comedy Humortársulat (Korábbi nevén: KOmédia Stúdió Humortársulat) tagja lett 
2013-ban bemutatkozott a Rádiókabaréban
2017-ben több televíziós, rádiós műsorban is szerepelt, pl: Ridikül, Fábry Show, Sláger FM-interjú
2020-ban leszerződtette a Showder Klub.